# Lay-Saint-Christophe
Lay-Saint-Christophe település Franciaországban, Meurthe-et-Moselle megyében. Lakosainak száma 2367 fő (2022. január 1.). Lay-Saint-Christophe Eulmont, Bouxières-aux-Dames, Champigneulles, Faulx és Malzéville községekkel határos.

## Népesség
A település népességének változása:
| Lakosok száma | 1969 | 2281 | 2449 | 2597 | 2531 | 2482 | 2441 | 2400 | 2380 | 2367 |
|               | 1968 | 1982 | 1990 | 2006 | 2013 | 2015 | 2017 | 2019 | 2020 | 2022 |